# Bråtetjärnen (Holmedals socken, Värmland)
Bråtetjärnen är en sjö i Årjängs kommun i Värmland och ingår i Göta älvs huvudavrinningsområde.